# Jöhstadt
Jöhstadt je město v německé spolkové zemi Sasko. Nachází se v zemském okrese Krušné hory a má přibližně 2 500 obyvatel. Leží na česko-německé státní hranici v saské části Krušných hor.

## Historie
Město bylo založeno v roce 1513 na pozemcích lesní lánové vsi Goswinsdorf. V roce 1555 se označuje jako horské městečko a roku 1591 jako městys. Již v roce 1518 Jöhstadt získal horní právo a v roce 1655 také městské právo, ale daně směl vybírat až od roku 1791. Až do roku 1856 město patřilo k Wolkensteinu.

## Obyvatelstvo
|           | 1994  | 1996  | 1998  | 2000  | 2002  | 2004  | 2006  | 2008 | 2010 | 2012  |
| --------- | ----- | ----- | ----- | ----- | ----- | ----- | ----- | ---- | ---- | ----- |
| Obyvatelé | 3 719 | 3 695 | 3 552 | 3 454 | 3 381 | 3 320 | 3 230 | .    | .    | 2 867 |

## Správní členění
Jöhstadt se dělí na 7 místních částí:
- Dürrenberg
- Grumbach
- Jöhstadt
- Oberschmiedeberg
- Schlössel
- Schmalzgrube
- Steinbach

## Pamětihodnosti
- Mezi Jöhstadtem a Steinbachem provozuje železniční muzeum Přísečnické dráhy osmikilometrový úsek zrušené úzkorozchodné železnice.
- Kostel svatého Salvátora
- Historická vysoká pec na tavení železné rudy u Schmalzgrube
- Historický důl Andreas-Gegentrum-Stolln

## Osobnosti
- Johann Andreas Cramer (1423–1788), spisovatel a teolog
- Friedrich Lindemann (1792–1854), učitel a filolog
- Franz Alexander Maschke (1844–1923), politik
- Paul Alfred Biefeld (1867–1943), astronom a fyzik
- Christine Meyer (* 1948), politička

## Galerie

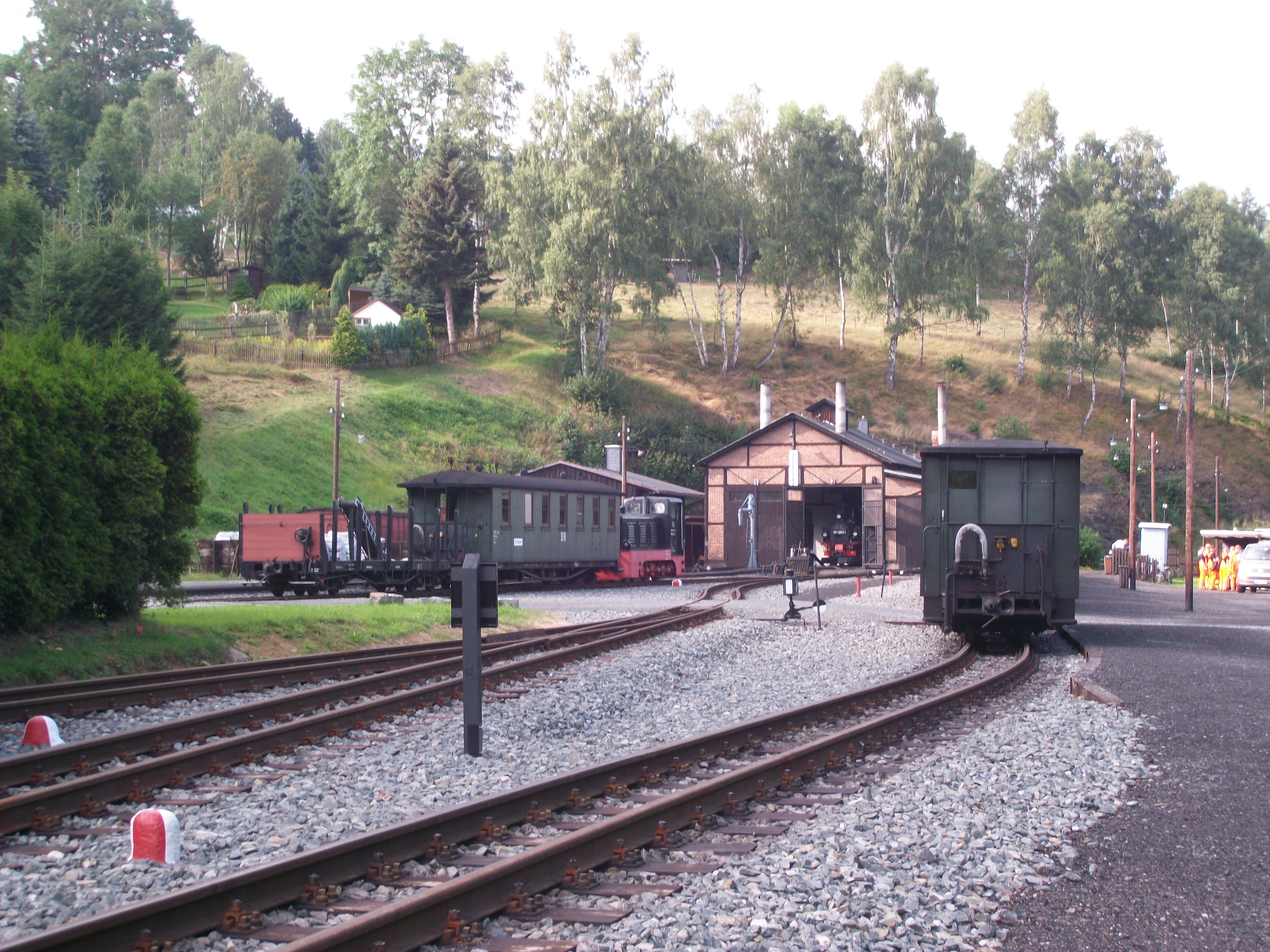
Nádraží muzeální dráhy
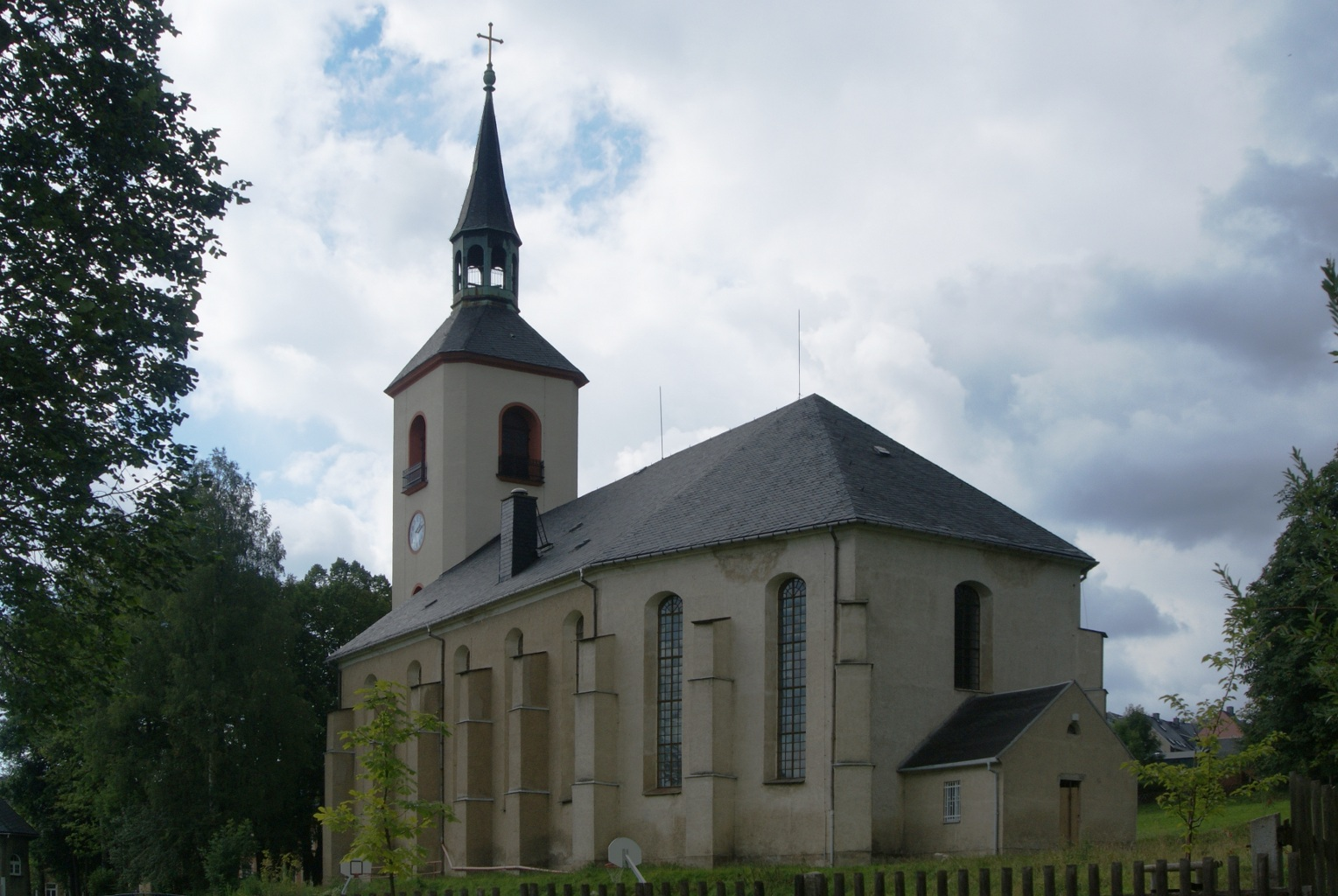
Kostel
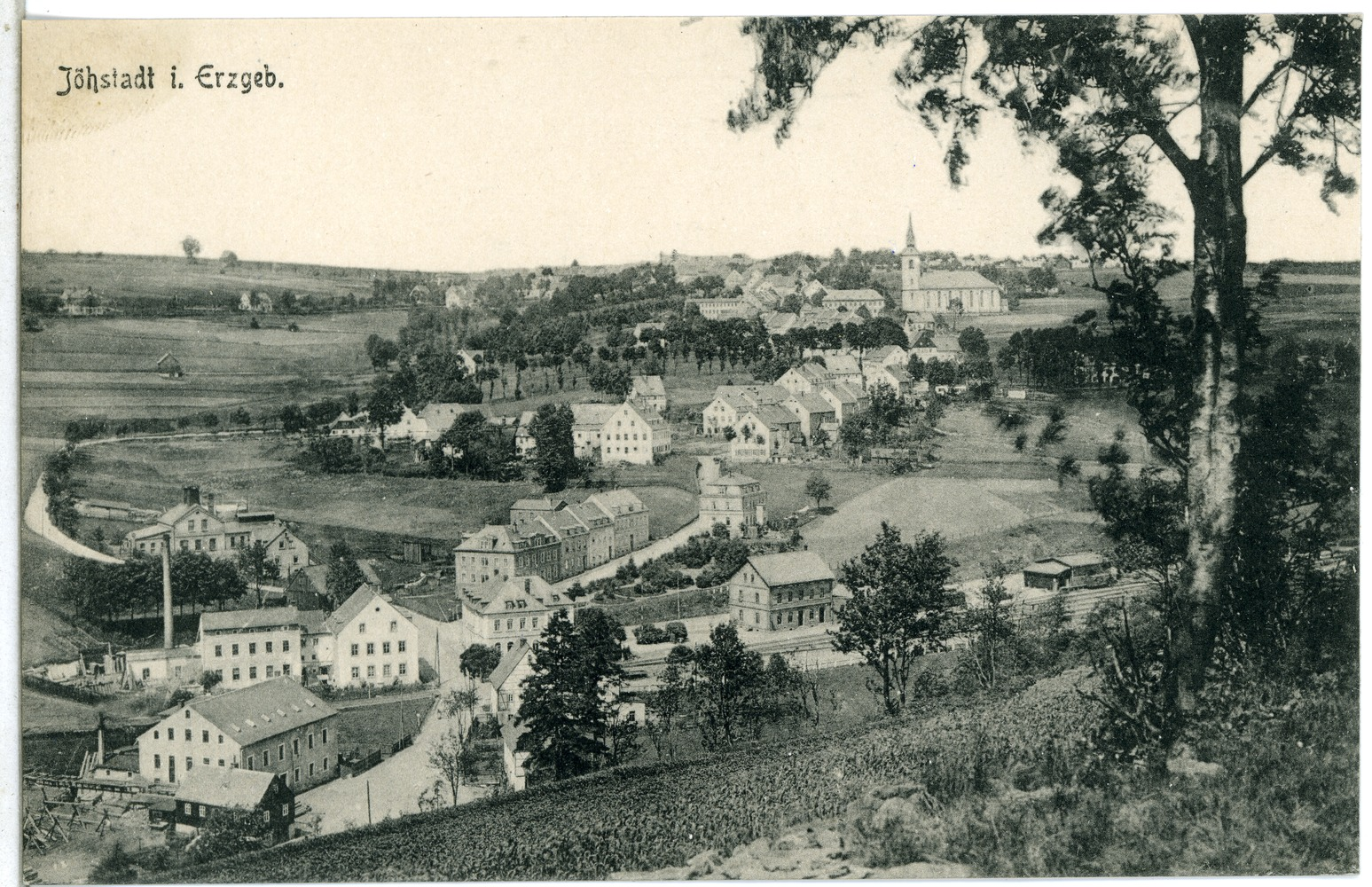
Město v roce 1912
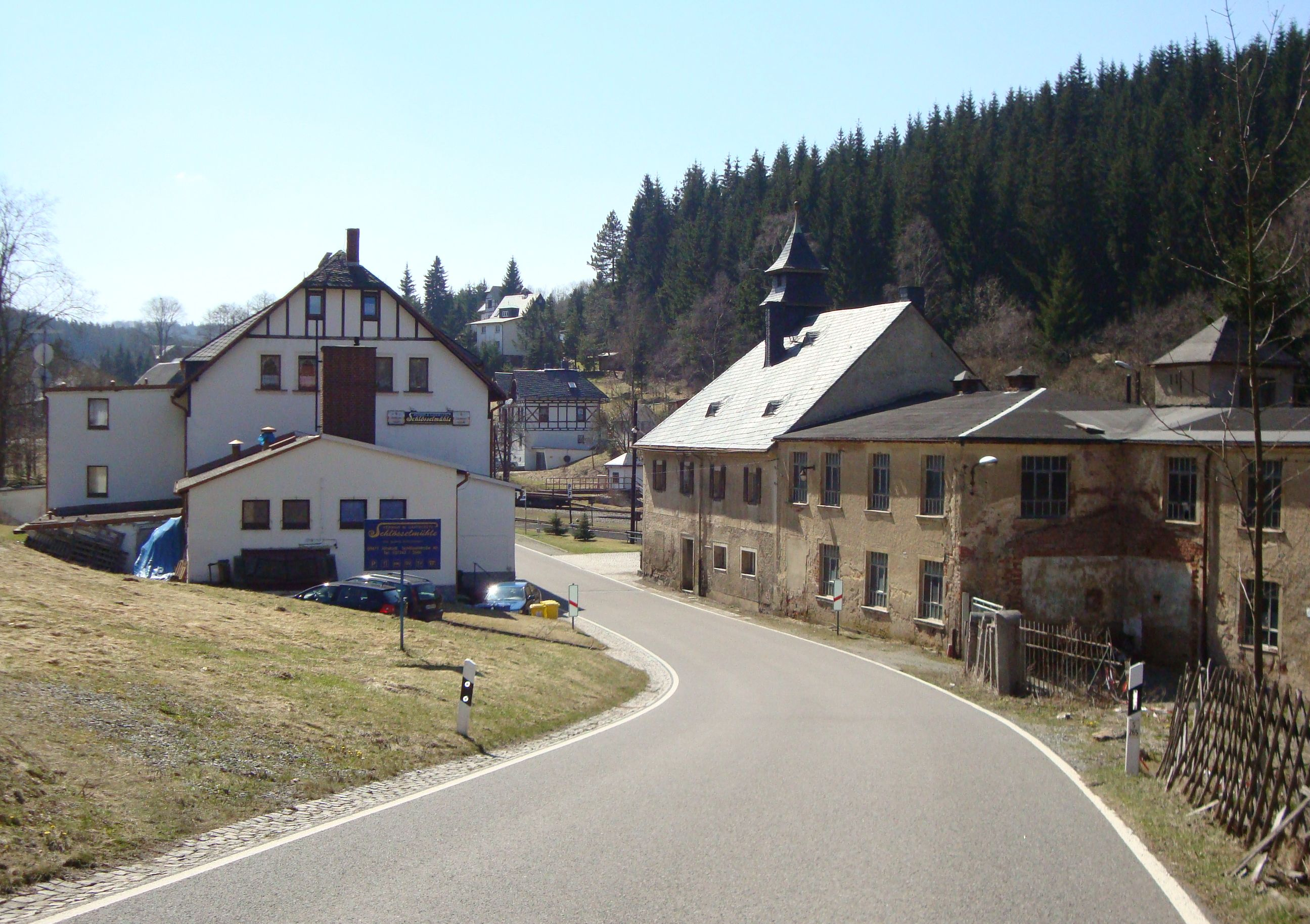
Část města Schlössel